# Спортивный инвентарь
Спорти́вный инвента́рь — устройство, приспособление узкоспециального назначения, используемое при занятии различными видами спорта. Спортивный инвентарь — термин, обобщающий использование различных спортивных снарядов, приспособлений, устройств, механических и электронных средств, использование которых предусмотрено правилами соревнований по отдельным видам спорта.

## Классификация спортивных снарядов
Спортивный снаряд — особый предмет, используемый для какого-либо вида спорта и имеющий строго определённые характеристики.
Большинство современных видов спорта предполагают использование спортивных снарядов (гиря, лента, брусья, бревно и другие) и/или специальных приспособлений (лыжи, коньки, шлем, клюшка, очки, велосипед, парашют, ледоруб), являющихся неотъемлемой частью вида спорта, способствующих достижению наивысших достижений в том или ином виде спорта и/или обеспечивающих безопасность.
Спортивная индустрия при производстве спортивного инвентаря широко использует новейшие достижения научно-технического прогресса, благодаря которому, может возникнуть ситуация, когда спортсмен побеждает не благодаря своим физическим и интеллектуальным способностям или возможностям, а благодаря тому, что у него есть инвентарь, которого нет у соперников. Это нарушает принцип честного спортивного соревнования. Поэтому очень часто спортивное сообщество, спортивные федерации устанавливают определённые ограничения на использование тех или иных достижений с целью создания равных возможностей для участников спортивных соревнований.

### Булава
Булава — предмет в художественной гимнастике, представляет собой деревянную или пластиковую палку длиной 40—50 см и весом 150 грамм. Разрешаются выступления только с двумя булавами.

### Копьё
Копьё представляет собой длинную палку с наконечником.

### Метательный диск
Метательный диск (или фрисби) используется для различных игр, таких как фристайл, диск-гольф и алтимат фрисби.

### Штанга
Штанга — спортивный снаряд для поднятия веса в тяжёлой атлетике и пауэрлифтинге.

### Мяч
Спортивный мяч, как правило, — круглый, но он также может иметь форму вытянутого сфероида в случае американского футбола или мяча для регби. Спорт часто называют в честь используемого мяча, например, футбол, американский футбол, бейсбол и баскетбол, или мяч называют в честь спорта. Мяч бывает: баскетбольным, бейсбольным, волейбольным, гандбольным, теннисным, футбольным, хоккейным.

### Бульдог
«Бульдог» — так на профессиональном языке называли тяжёлую гантель весом более 40 фунтов. Представляет собой спортивный снаряд с шарами, навинченными на короткую ручку. В начале XX века применялась при выступлении силачей в цирках.

## Галерея спортивного инвентаря
- Футбольные ворота, футбольный мяч
- Баскетбольный мяч
- Спортивный инвентарь хоккеиста
- Спортивный инвентарь альпиниста
- Спортивный инвентарь для тенниса
- Современные горные лыжи сезона 2009/10
- Спортивные тренажёры
- Спортивный инвентарь для занятия кайтингом
- Снаряженный буер класса «International DN» на льду
- Спортивное снаряжение для скалолазания: верёвка, каска, скальные туфли, мешочек для магнезии, страховочная система, оттяжки, карабин
- Спортивный инвентарь велосипедиста
- Гантели
- Атлетические булавы «indian clubs»